# Atanycolus impressifrons
Atanycolus impressifrons är en stekelart som beskrevs av Roy D. Shenefelt 1943. Atanycolus impressifrons ingår i släktet Atanycolus och familjen bracksteklar. Inga underarter finns listade.